# Partido Comunista de la Unión Soviética (2001)
El Partido Comunista de la Unión Soviética (del ruso: Коммунистическая Партия Советского Союза, Kommunisticheskaya Partiya Sovetskogo Soyuza; short: КПСС, KPSS) es una organización que surge de la división de la Unión de Partidos Comunistas - Partido Comunista de la Unión Soviética en 2001 después de desavenencias entre Oleg Shenin y Guennadi Ziugánov sobre la creación de un partido comunista unificado de la Unión de Rusia y Bielorrusia. Estuvo bajo el liderazgo de Shenin hasta su muerte el 28 de mayo de 2009.

## Primer Secretario
- Oleg Shenin (21 de julio de 2001-28 de mayo de 2009)
- Vladimir Berezin (20 de marzo de 2010-16 de julio de 2010)
- Sergey Alexandrov (de facto desde el 21 de julio de 2010, oficialmente desde el 20 de noviembre de 2010-actualidad)

## Miembros
| País           | Partido                                                                  |
| -------------- | ------------------------------------------------------------------------ |
| Armenia        | Partido Comunista Unificado de Armenia                                   |
| Azerbaiyán     | Partido Comunista de Azerbaiyán                                          |
| Bielorrusia    | Comité Republicano del Partido Comunista de Bielorrusia                  |
| Estonia        | Partido Comunista de Estonia                                             |
| Georgia        | Nuevo Partido Comunista de Georgia                                       |
| Kazajistán     | Partido Comunista de Kazajistán                                          |
| Kirguistán     | Partido Comunista de Kirguistán                                          |
| Lituania       | Frente Popular Socialista de Lituania                                    |
| Moldavia       | Partido Comunista de Moldavia                                            |
| Transnistria   | Partido Comunista de Transnistria                                        |
| Rusia          | Partido Comunista Obrero Ruso - Partido Revolucionario de los Comunistas |
| Osetia del Sur | Partido de los Comunistas de la República de Osetia del Sur              |
| Ucrania        | Unión de los Comunistas de Ucrania                                       |
| Uzbekistán     | Partido Comunista de Uzbekistán                                          |